# Meoneura carpathica
Meoneura carpathica är en tvåvingeart som beskrevs av Papp 1977. Meoneura carpathica ingår i släktet Meoneura och familjen kadaverflugor. Inga underarter finns listade i Catalogue of Life.